# Morrison Waite

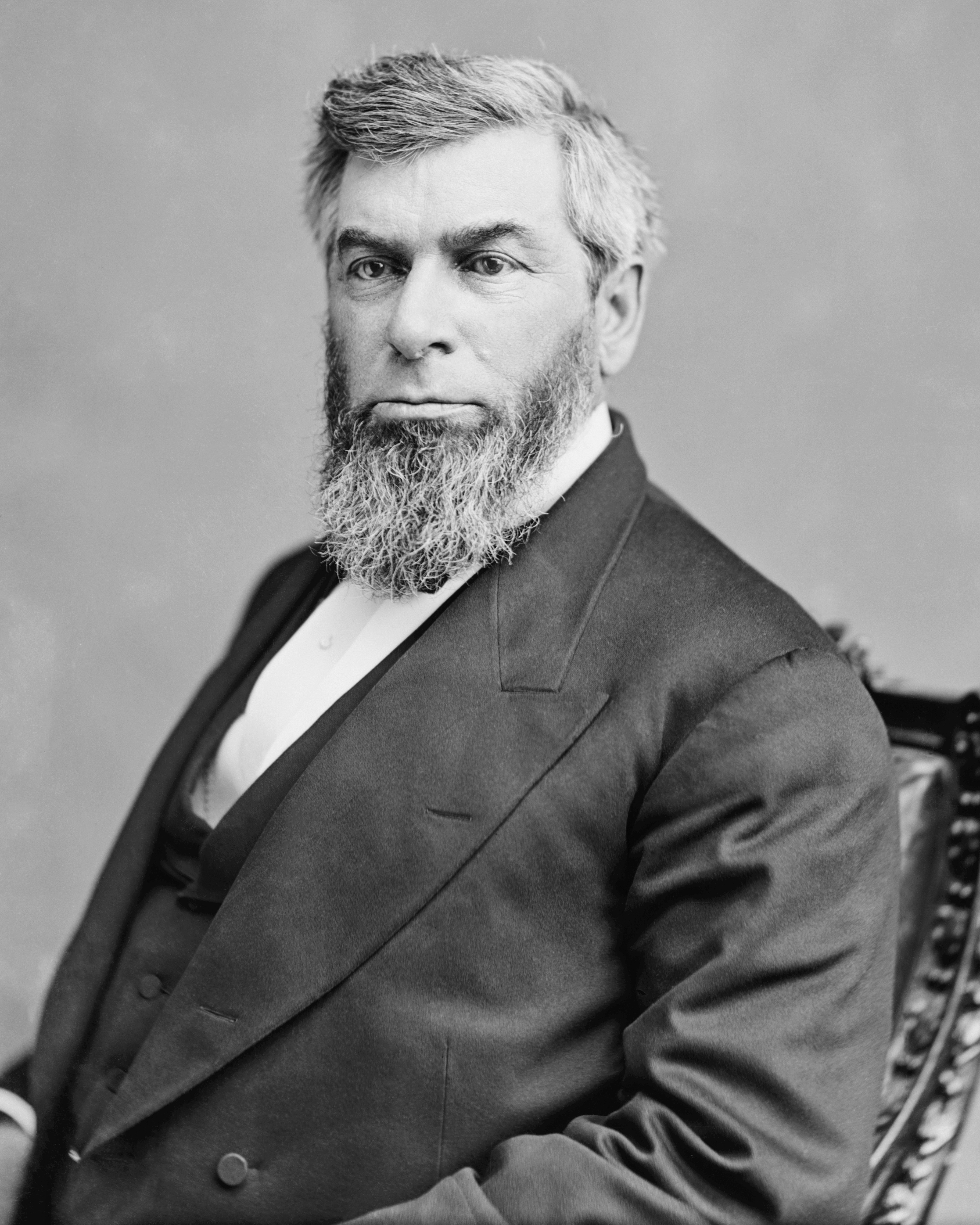
Morrison Waite

Morrison Remick Waite, med smeknamnet "Mott", född 29 november 1816 i Lyme, Connecticut, död 23 mars 1888 i Washington DC, var en amerikansk jurist och politiker. 
Han var son till den hög juristen och ledamoten av delstaten Connecticuts Högsta Domstol Henry Matson Waite. Waite gifte sig med Amelia Warner 1840 och fick tre söner; Henry Seldon, Christopher Champlin och Edward T samt en dotter, Mary F. Waite utbildades vid Yale och blev där medlem av det hemliga sällskapet Skull and Bones. På Yale var han även klasskamrat med den blivande demokratiske presidentkandidaten 1876 Samuel J. Tilden.
År 1849 till 1850 var Waite ledamot av Ohios delstatssenat. Han var under en mandatperiod borgmästare för staden Maumee. Före kriget motsatte han sig slaveriet och sydstaternas uttåg ur unionen.
År 1871 var han juridisk rådgivare vid skiljedomen av Alabamatvisten vilket drog president Grants uppmärksamhet. Tre år senare var han ordförande för delstaten Ohios författningskonvent. President Ulysses S. Grant utnämnde honom till posten som chefsdomare i Förenta Staternas Högsta Domstol 1874.
Waite fick kännedom sin nominering genom att ett telegram skickades till honom. 
När han blev nominerad till posten efter att Grant hade övervägt några andra mer kontroversiella jurister anmärkte politikern och förre marinministern
Gideon Welles ;
Det är ett under att Grant inte tog någon gammal bekantskap som en kusk eller bartender för ämbetet"
Några som Massachusettssenatorn och Grantkritikern Charles Sumner var besvikna, men den politiska tidskriften The Nation skrev ;
Mr Waite står i första rangen bland andra rangens advokater

## Waitedomstolen, 1874-1888
Under sin tid vid domstolen (Waitedomstolen) inskränkte han den federala regeringens makt till förmån för delstaterna över om detta gick över de svarta och kvinnornas rösträtt. Han ansåg att moderata sydstatare skulle sätta reglerna för rasrelationer i den amerikanska södern men denna hållning gick i baklås när hårdföra rassegregationister tog makten och lagstiftade de ökända Jim Crow lagarna. Han var dock en aktiv talesman för stärkandet av utbildningsmöjligheter för svarta amerikaner. Han stödde även kvinnorörelsen och ville öka kvinnliga jurister som ville ha tillgång till Högsta Domstolen.
1876 ville flera republikaner ha Waite som presidentkandidat eftersom de ansåg att Grant var för befläckad av politisk korruption. Han avvisade denna begäran med orden ;
min ämbetsplikt är inte att göra det till ett trappsteg för något annat men för att bevara dess renhet och göra mitt eget namn så hedervärt som mina företrädares namn
I efterspelet till presidentvalet 1876 vägrade han sitta med i den federala valkommission som avgjorde slutresultatet i det allmänna valet. Han gjorde detta på grund av sin vänskap med republikanernas presidentkandidat Rutherford B. Hayes.
Han förestavade presidenteden för Rutherford B. Hayes som president 1877, den första gången han svor in en president. Han förestavade också eden för James Garfield, Chester Alan Arthur och demokraten Grover Cleveland.
Han är som sin efterträdare Melville Fuller ansedd som en effektiv och kompetent administratör av Högsta Domstolen.
Det finns anledning att tro att Waite inte var omtyckt av alla, en av hans kollegor vid Högsta Domstolen påstås ha sagt om chefsdomare Waite ;
ett experiment som ingen president har rätt att göra med vår domstol

## Domare Frankfurters åsikt om chefsdomare Waite
Domaren Felix Frankfurter lade fram sin åsikt om Waite med följande ord ;
han begränsade inte författningen ínom gränserna med sin egen erfarenhet...Den disciplinerade och ointresserade juristen inom honom växte över det klimatet vilken han rörde sig igenom och klientens åsikter som han tjänade inför rättsskranket